# Жак де Крой
Жак де Крой (фр. Jacques de Croÿ; ок. 1436 — 15 августа 1516) — епископ и первый герцог Камбре, князь Священной Римской империи.

## Биография
Второй сын Жана II де Кроя, графа де Шиме, и Марии де Лален.
Апостолический протонотарий и прево Льежской церкви. В 1482 году, после убийства Луи де Бурбона, пытался занять его место, но был отвергнут капитулом, избравшим Яна ван Хорна. Жак в качестве компенсации удовлетворился пенсионом.
В 1502 году, будучи каноником в Кёльне и прево в Аррасе и Сент-Омере, выставил свою кандидатуру на выборах епископа Камбре. Капитул не мог прийти к согласию, поскольку одна его часть 22 октября избрала Жака, а другая вскоре противопоставила ему Франсуа де Мелёна. Александр VI назначил епископом де Кроя, вопреки оппозиции магистратов Камбре и многих каноников. Новый епископ отлучил своих противников от церкви и наложил интердикт, действовавший до 10 марта 1504.
В 1504 году, преодолев сопротивление, Жак де Крой принял управление епископством через представителя, а сам прибыл в город только в 1507 году, и в том же году уехал в Монс.
После смерти Яна ван Хорна он снова пытался стать епископом Льежа, но проиграл Эрару де Ламарку. 10 декабря 1508 в Камбре, являвшемся нейтральным владением, была заключена лига против Венеции.
28 июня 1510 император Максимилиан возвел Камбре в ранг герцогства, и Жак де Крой, ставший имперским князем, смог добавить к своим геральдическим инсигниям герцогскую корону и поместить в свой герб одноглавого имперского орла.
Умер в праздник Успения в возрасте 80 лет, и был погребен в Камбре в церкви Святого Годериха (Сен-Жери). Вотивный памятник, созданный по проекту Яна ван Роме, также находится в Кёльне.